# Adarnassé II de Kakhétie
Adarnassé II de Kakhétie (en géorgien : ადარნასე I) ou Adrnersé (ადრნერსე, également traduit en Atrnerseh) est un prince-primat d'Ibérie de la dynastie des Chosroïdes, qui règne de 650 à 685 selon la chronologie de Cyrille Toumanoff.

## Biographie
Selon la Chronique géorgienne, Adarnassé II règne vingt ans. 
Cyrille Toumanoff le présente également comme issu de la dynastie dites des Chosroïdes qui règne sur la Kakhétie, mais il en fait le fils et successeur du prince-primat d'Ibérie Stéphanos II ou Stéphanos/Étienne Ier en Kakhétie et donc un petit-fils d'Adarnassé, éristhaw de Kakhétie, le fils de Bakour III.
Adarnassé II est d'abord comme son père vassal du Calife de 650 à 662, puis de l'Empire byzantin, duquel il reçoit le titre de patrice de 662 à 685. Selon Cyrille Toumanoff, il aurait été tué le 13 juin 685 avec le prince d'Arménie Grigor Ier Mamikonian et un prince d'Albanie du Caucase en tentant de s'opposer à une invasion des Khazars.
Après sa mort, le titre de prince-primat d'Ibérie revient de nouveau à la dynastie des Gouaramides de Djavakhéti-Calarzène.

## Postérité
Adarnassé II avait épousé une princesse arménienne de la famille des Kamsarakan et a eu un fils de cette union :
- Étienne II de Kakhétie qui assure sa succession en Kakhétie.